# Agalmyla parasitica
Agalmyla parasitica är en tvåhjärtbladig växtart som först beskrevs av Jean-Baptiste de Lamarck, och fick sitt nu gällande namn av Carl Ernst Otto Kuntze. Agalmyla parasitica ingår i släktet Agalmyla och familjen Gesneriaceae. Inga underarter finns listade i Catalogue of Life.